# 71-ша окрема єгерська бригада (Україна)
71-ша окрема єгерська бригада (71 ОЄБр) — військове з'єднання у складі Десантно-штурмових військ Збройних сил України чисельністю у бригаду. Входить до складу 8-го десантно-штурмового корпусу.

## Історія
71-ша окрема єгерська бригада була створена після початку широкомасштабного вторгнення РФ 2022 року. З'явившись як підрозділ Корпусу резерву, уже у квітні 2022 року підрозділи бригади вийшли з резерву та взяли участь бойових діях на Харківщині, а з червня 2022 року і на Донбасі.
У вересні 2022 року підрозділи 71-ї бригади були помічені на початковому етапі наступальної операції на Харківщині. Зокрема, 5-8 вересня її бійці форсували Сіверській Донець і повели наступ на Балаклію з напрямку Гусарівки.
В жовтні 2022 воїни бригади отримали відзнаки командувача ДШВ ЗС України, в повідомленні згадується, що на той момент вони виконували бойові завдання у Донецькій області. 20 жовтня повідомлялося про участь бригади в боях під Бахмутом.
6 грудня 2022 року бригада була відзначена почесною відзнакою «За мужність та відвагу».
13 грудня 2022 року, за інформацією Тома Купера, бригада на околицях Бахмута відбила атаку загонів «Вагнера», посилених 31-ю десантно-штурмовою бригадою.
Наприкінці січня 2023 року бригада брала участь в боях біля Кремінної.
2024 року декілька джерел повідомляли про участь 71 ОЄБр у боях за Авдіївку.
У квітні 2025 року бригада увійшла до складу новоствореного 8-го десантно-штурмового корпусу.

## Структура
- штаб
- 1-й загін спеціального призначення[11]
- 3-й загін спеціального призначення[11]
- 4-й загін спеціального призначення[14]

## Втрати

### 2022
- 27 жовтня 2022 — Матвєєв Сергій Олександрович (Хірург), лікар медичної роти. Отримав тяжке поранення 22 жовтня 2022 в населеному пункті Чернеччина Харківської області, під час ворожого артилерійського обстрілу, надаючи допомогу пораненим. Помер у військовому госпіталі міста Харкова.
- 30 жовтня 2022 — Трофимчук Сергій Васильович. Загинув поблизу с. Павлівка Донецької області.[15]
- 28 листопада 2022 — Ложкін Євген Олександрович. Загинув в районі міста Бахмут Донецької області.[16]
- 5 грудня 2022 — Семенович Іван Михайлович, розвідник, кулеметник розвідувальної групи. Загинув в селі Опитне Краматорського району Донецької області.[17]
- 29 листопада 2022 — Боднарчук Родіон Михайлович («Случ»), капітан.[18]

### 2023
- 5 березня 2023 — Ямщиков Олександр Володимирович, штаб сержант.[19]
- 15 березня 2023 — Федоров Володимир Олегович («Скальпель»), бойовий медик. 17.10.1987. Загинув біля міста Авдіївка на Донеччині.[20]
- 1 квітня 2023 — Герасимюк Іван («Волинь»), солдат. Загинув поблизу села Новобахмутівка на Донеччині.[21]
- 19 серпня 2023 — Босий Петро Вікторович, молодший сержант. Загинув біля н.п. Мала Токмачка Запорізької області.[22]
- 10 вересня 2023 — Бай Іван Іванович, сержант.
- 11 вересня 2023 — Скакун Віталій Миколайович, солдат.
- 14 вересня 2023 — Кошка Андрій Васильович, молодший сержант. Загинув поблизу населеного пункту Оріхове Запорізької області.[23]
- 16 вересня 2023 — Маловічко Олександр Анатолійович, головний сержант, санінструктор.[24]
- 16 листопада 2024 — Жернецький Дмитро, солдат, оператор БПЛА. 22.02.1999, м. Хмельницький. Загинув під час виконання бойового завдання в н.п. Трудове Покровського району Донецької області внаслідок ворожого обстрілу.[25]
- 18 листопада 2023 — Троян Володимир Олексійович, молодший сержант, медик. Загинув в районі села Новопрокопівка Пологівського району Запорізької області.[26]
- 18 листопада 2023 — Лісконіг Володимир, старший солдат, навідник. Загинув в районі села Новопрокопівка Пологівського району Запорізької області.[26]
- 18 листопада 2023 -  Максим Нікіфоров, 38 років. Загинув під час виконання бойового завдання в районі Новопрокопівки Запорізької області. До червня 2025 року вважався  зниклим безвісти[27].
- 24 листопада 2023 — Мельник Владислав Андрійович, солдат, стрілець — номер обслуги 2 відділення взводу охорони  батальйону логістики.Загинув біля населеного пункту Новопрокопівка Запорізької області.
- 25 листопада 2023 — Рубан Олександр Едуардович, старший солдат, санітарний інструктор медичного пункту загону спецпризначення. Загинув в районі села Новопрокопівка Пологівського району Запорізької області.[26]

### 2024
- 18 липня 2024 — Жуковець Назарій Вікторович. 16 травня 2001, с. Піски. Загинув поблизу села Зарічне Харківської області.
- 7 листопада 2024 — Масловський Дмитро Олегович (Кобра). Загинув в селі Трудове Донецької області внаслідок ножового бою з російським окупантом. Нагороджений званням Герой України з присвоєнням ордена Золота Зірка (16 січня 2025, посмертно) — за особисту мужність і героїзм, виявлені у захисті державного суверенітету та територіальної цілісності України, самовіддане служіння Українському народові.

### 2025
- 25 січня 2025 — Якубів Роман. 31.03.2002, м. Львів.[28]
- 12 травня 2025 — Коновалюк Іван. 20 січня 1982, с. Підлужжя. Заступник командира розвідувальної групи. Загинув на Донеччині [29]
- Столярчук Ігор, солдат [30]

## Традиції
Напис «IMMITIS» на емблемі бригади (в її версії 2022-2023 рр.) мав означати «безжальні».
6 грудня 2022 року 71 окрема єгерська бригада Десантно-штурмових військ Збройних Сил України указом Президента України Володимира Зеленського відзначена почесною відзнакою «За мужність та відвагу».